# Сільвен Марво
Сільвен Марво (фр. Sylvain Marveaux, нар. 15 квітня 1986, Ванн) — французький футболіст, півзахисник клубу «Шарлотт Індепенденс». Молодший брат іншого французького футболіста Жоріса Марво.
Крім того грав за «Ренн», а також молодіжну збірну Франції.

## Клубна кар'єра
У дорослому футболі дебютував 2006 року виступами за команду клубу «Ренн», в якій провів п'ять сезонів, взявши участь у 102 матчах чемпіонату. Більшість часу, проведеного у складі «Ренна», був основним гравцем команди.
До складу клубу «Ньюкасл Юнайтед» приєднався влітку 2011 року. За три сезони встиг відіграти за команду з Ньюкасла лише 38 матчів в національному чемпіонаті, так і не ставши основним гравцем. Через це влітку 2014 року він був відданий в оренду на сезон з правом викупу в «Генгам».

## Виступи за збірну
Протягом 2006–2008 років залучався до складу молодіжної збірної Франції. На молодіжному рівні зіграв у 11 офіційних матчах, забив 4 голи.